# Telmatobius degener
Telmatobius degener es una especie de anfibio anuro de la familia Telmatobiidae. Esta rana es endémica del norte de Perú, solo se conoce de una zona a 3290 metros de altitud en la Cordillera Occidental en el departamentos de La Libertad.
Se conoce muy poco de su ecología. La única zona en la que se ha encontrado era un pantanal en una zona de páramo subalpino muy húmedo. Están activas durante el dia. También se han encontrado en la misma zona ejemplare de Telmatobius thompsoni. Se supone que como otros Telmatobius sus renacuajos se repdoucen en charcas y humedales.
Al saberse tan poco sobre esta especie, su estado de conservación se ha clasificado como 'Datos insuficientes'. Sin embargo, se cree que la minería, la agricultura y la quitridiomicosis pueden representar amenazas a su conservación.